# Callianassidae
Famille
Callianassidae est une famille de crustacés décapodes. 

## Étymologie
Callianassidae tient son nom de la mythologie grecque, nommé d'après la Néréide Callianassa.

## Liste des genres
Selon World Register of Marine Species (11 janvier 2017) :
- sous-famille Anacalliacinae Manning & Felder, 1991
  - genre Anacalliaopsis Sakai, 2011
  - genre Anacalliax de Saint Laurent, 1973
  - genre Capecalliax Sakai, 2011
- sous-famille Bathycalliacinae Sakai & Türkay, 1999
  - genre Bathycalliax Sakai & Türkay, 1999
  - genre Brecanclawu Schweitzer & Feldmann, 2001 †
- sous-famille Callianassinae Dana, 1852
  - genre Biffarius Manning & Felder, 1991
  - genre Callianassa Leach, 1814
  - genre Cheramoides Sakai, 2011
  - genre Cheramus Spence Bate, 1888
  - genre Gilvossius Manning & Felder, 1991
  - genre Necallianassa Heard & Manning, 1998
  - genre Neotrypaea Manning & Felder, 1991
  - genre Nihonotrypaea Manning & Tamaki, 1998
  - genre Notiax Manning & Felder, 1991
  - genre Paratrypaea Komai & Tachikawa, 2008
  - genre Pestarella Ngoc-Ho, 2003
  - genre Poti Rodrigues & Manning, 1992
  - genre Pseudobiffarius Heard & Manning, 2000
  - genre Rayllianassa Komai & Tachikawa, 2008
  - genre Scallasis Spence Bate, 1888
  - genre Trypaea Dana, 1852
- sous-famille Callianopsinae Manning & Felder, 1991
  - genre Callianopsis de Saint Laurent, 1973
  - genre Pleurocalliax Sakai, 2011
- sous-famille Calliapaguropinae Sakai, 1999
  - genre Calliapagurops de Saint Laurent, 1973
- sous-famille Callichirinae Manning & Felder, 1991
  - genre Balsscallichirus Sakai, 2011
  - genre Barnardcallichirus Sakai, 2011
  - genre Callichiropsis Sakai, 2010
  - genre Callichirus Stimpson, 1866
  - genre Corallianassa Manning, 1987
  - genre Forestcallichirus Sakai, 2011
  - genre Glypturoides Sakai, 2011
  - genre Glypturus Stimpson, 1866
  - genre Gonodactylus
  - genre Grynaminna Poore, 2000
  - genre Lepidophthalminus Sakai, 2015
  - genre Lepidophthalmus Holmes, 1904
  - genre Michaelcallianassa Sakai, 2002
  - genre Neocallichirus Sakai, 1988
  - genre Podocallichirus Sakai, 1999
  - genre Sergio Manning & Lemaitre, 1994
  - genre Thailandcallichirus Sakai, 2011
  - genre Tirmizicallichirus Sakai, 2011
  - genre Comoxianassa Schweitzer, Feldmann, Ćosović, Ross & Waugh, 2009 †
  - genre Cowichianassa Schweitzer, Feldmann, Ćosović, Ross & Waugh, 2009 †
- sous-famille Ctenochelinae Manning & Felder, 1991
  - genre Ctenocheles Kishinouye, 1926
  - genre Ctenocheloides Anker, 2010
  - genre Kiictenocheloides Sakai, 2011
- sous-famille Dawsoniinae Sakai, 2006
  - genre Dawsonius Manning & Felder, 1991
  - genre Eoglypturus Beschin, De Angeli, Checchi & Zarantonello, 2005 †
- sous-famille Eucalliacinae Manning & Felder, 1991
  - genre Andamancalliax Sakai, 2011
  - genre Calliax de Saint Laurent, 1973
  - genre Calliaxina Ngoc-Ho, 2003
  - genre Calliaxiopsis Sakai & Türkay, 2014
  - genre Eucalliax Manning & Felder, 1991
  - genre Eucalliaxiopsis Sakai, 2011
  - genre Paraglypturus Turkay & Sakai, 1995
  - genre Phaetoncalliax Sakai, Türkay, Beuck & Freiwald, 2015
  - genre Pseudocalliax Sakai, 2011
- sous-famille Gourretiinae Sakai, 1999
  - genre Gourretia de Saint Laurent, 1973
  - genre Laurentgourretia Sakai, 2004
  - genre Pseudogourretia Sakai, 2005
- sous-famille Lipkecallianassinae Sakai, 2005
  - genre Lipkecallianassa Sakai, 2002
  - genre Melipal Schweitzer & Feldmann, 2006 †
  - genre Mesostylus Bronn & Roemer, 1852 †
- sous-famille Neocallianopsinae Sakai, 2011
  - genre Neocallianopsis Sakai, 2011
- sous-famille Paracalliacinae Sakai, 2005
  - genre Paracalliax de Saint Laurent, 1979
  - genre Pleuronassa Ossó-Morales, Garassino, Vega & Artal, 2011 †
  - genre Protocallianassa Beurlen, 1930 †
  - genre Rathbunassa Hyžný in Bermúdez, Gómez-Cruz, Hyžný, Moreno-Bedmar, Barragán, Sánchez & Vega, 2013 †
  - genre Semiranina Bachmayer, 1954 †
  - genre Turbiocheir Schweitzer, Feldmann, Casadío & Rodriguez Raising, 2012 †
  - genre Vecticallichirus Quayle & Collins, 2012 †
  - genre Vegarthron Schweitzer & Feldmann, 2002 †
- sous-famille Vulcanocalliacinae Dworschak & Cunha, 2007
  - genre Vulcanocalliax Dworschak & Cunha, 2007

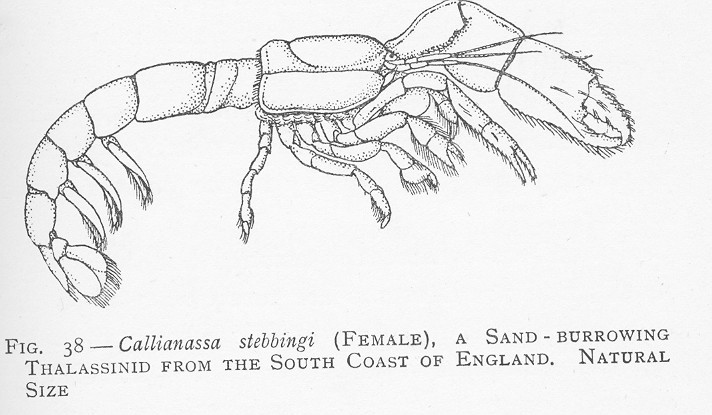
Dessin de Callianassa stebbingi
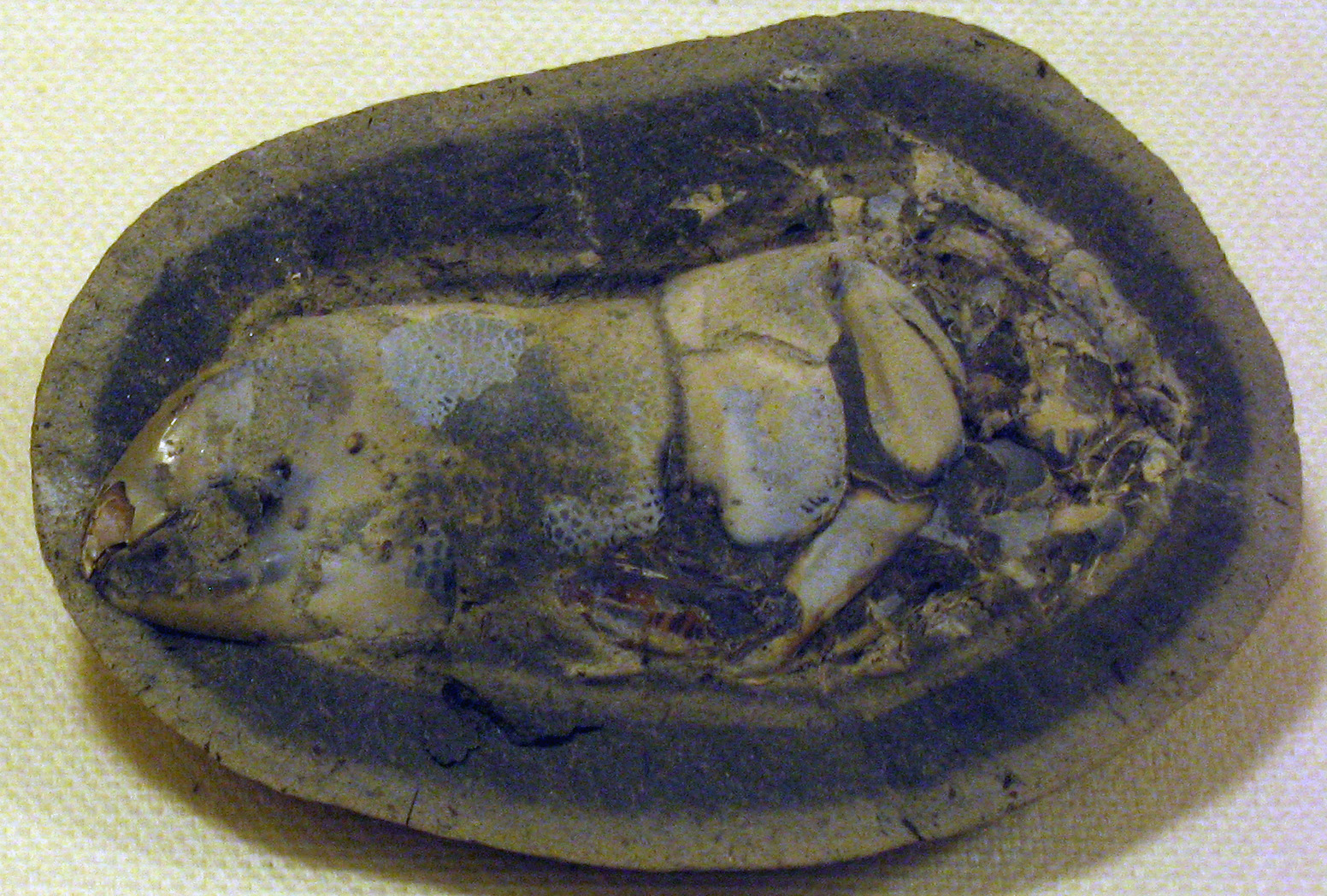
Fossile de Callianopsis clallamensis
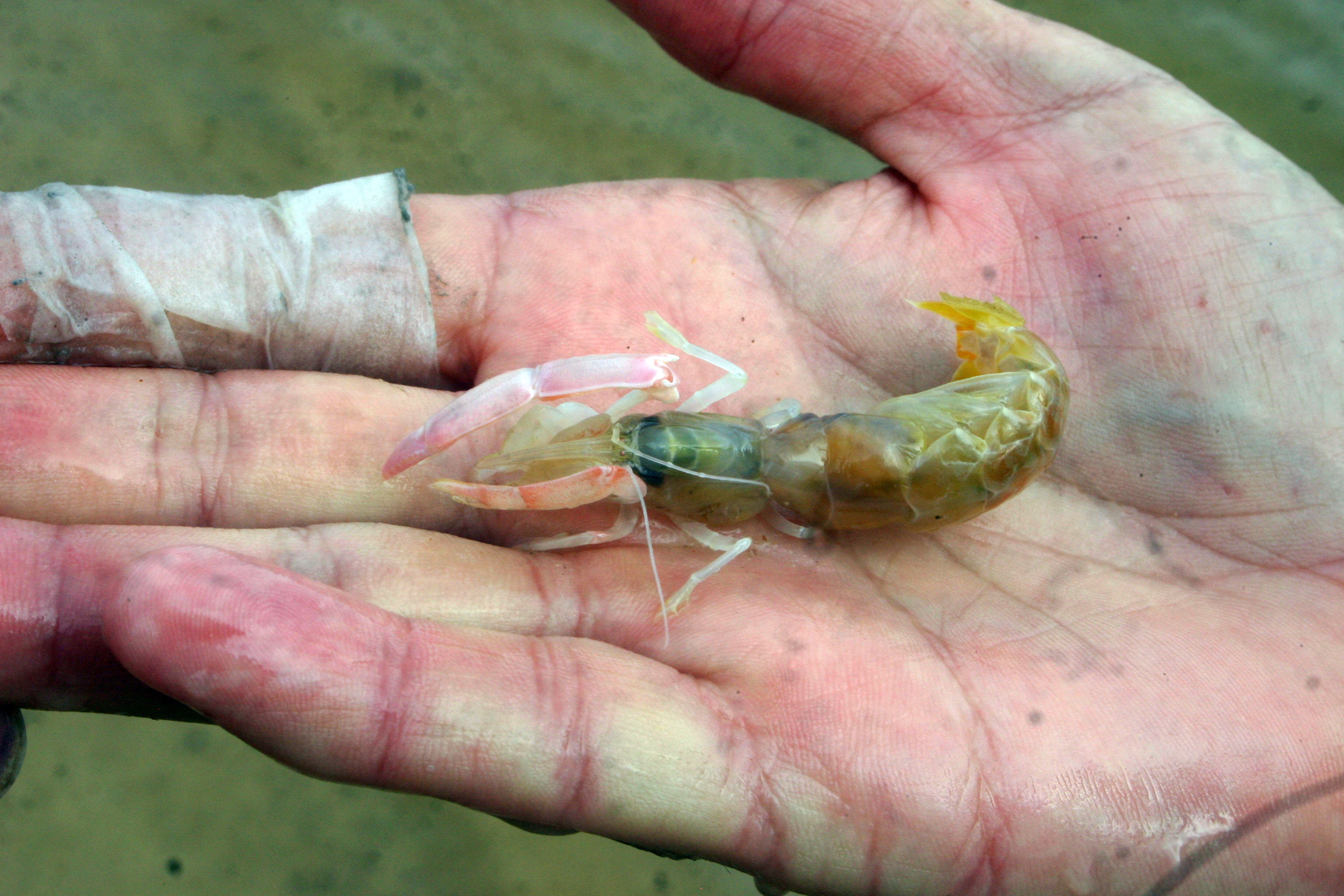
Callichirus kraussi
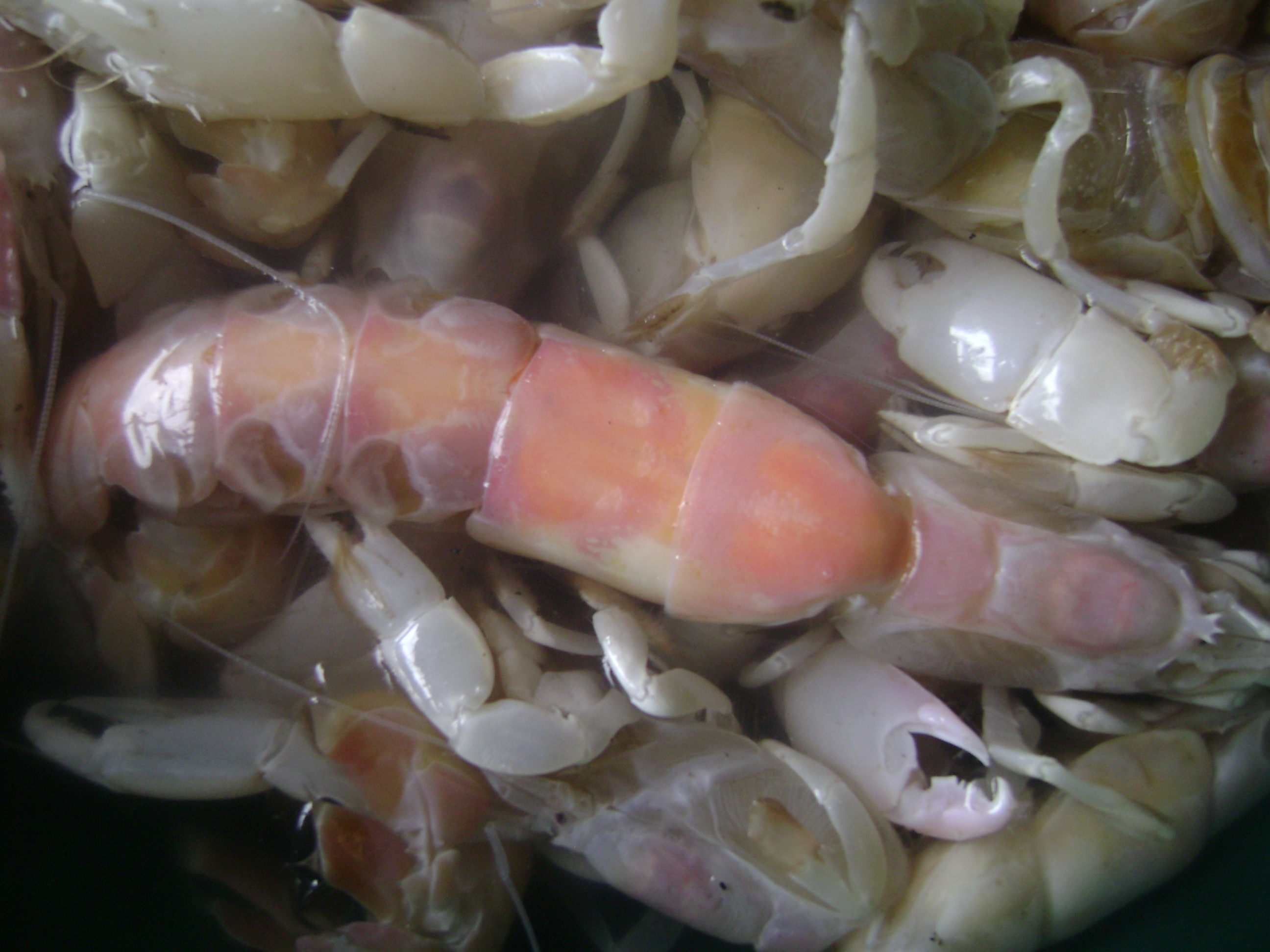
Lepidophthalmus turneranus
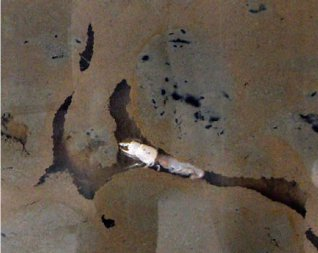
Neotrypaea californiensis